# 石榴庄街道
石榴庄街道是中华人民共和国北京市丰台区下辖的一个街道办事处，于2021年设立。

## 名称
石榴庄街道得名于地名石榴庄，据传曾是清朝的皇家石榴园，辖区内及附近还有石榴庄公园、北京地铁石榴庄站及三线换乘站宋家庄站。

## 历史
石榴庄街道现辖区域1949年1月属北平市第十五区，同年6月划入第十四区，1950年6月改为北京市第十一区，1952年6月第十一区改为南苑区。1953年5月31日南苑区设石榴庄乡，1956年2月24日撤销并入大红门乡。1958年2月25日，大红门乡撤销，设立大红门街道。1958年5月24日，国务院批复撤销北京市南苑区，大红门街道划入丰台区。
1984年3月26日再次设立石榴庄乡，1987年1月9日撤销，并入南苑乡。
2020年12月31日，北京市民政局批复《关于同意丰台区部分行政区划变更的批复》（京民划函〔2020〕189号）。根据批复内容，2021年5月，丰台区设立石榴庄街道办事处，辖区范围为：东至与成寿寺街道界线（即北京地铁装备有限公司西墙、横一条）、丰台区与朝阳区界线，南至南四环中路，西至光彩路，北至石榴园北里北侧、顺八条。石榴庄街道办事处驻石榴庄西街234号。辖区范围大部来自原大红门街道，东北部分来自原东铁匠营街道。

## 行政区划
石榴庄街道下辖以下地区：
石榴园北里第一社区、石榴园北里第二社区、石榴园南里第一社区、石榴园南里第二社区、石榴庄东街社区、彩虹城社区、世华水岸社区、石榴庄东街第二社区、顶秀欣园社区、政馨家园社区、红狮家园社区、宋家庄社区、鑫兆雅园社区、双石一社区和双石二社区。